# Meiganga
Meiganga é uma cidade dos Camarões localizada na província de Adamaoua. Meiganga é a capital do departamento de Mbéré.